# Chóra (Astypalée)
Chóra, en grec moderne : Χώρα ou Astypalée (Αστυπάλαιας), est un village sur l'île d'Astypalée, dans les Cyclades, en Grèce. Le village est le siège de l'île ainsi que du dème du même nom.
Selon le recensement de 2011, la population du village compte 1 055 habitants.